# Pallulaspis rhamnicola
Pallulaspis rhamnicola är en insektsart som beskrevs av Tang in Tang och Li 1988. Pallulaspis rhamnicola ingår i släktet Pallulaspis och familjen pansarsköldlöss. Inga underarter finns listade i Catalogue of Life.